# European Pilot Selection & Training
European Pilot Selection & Training (EPST) is een luchtvaartschool die zich bezighoudt met het keuren en opleiden van piloten voor de Europese markt. De Nederlandse vertaling van "EPST" is: Europese pilotenselectie en -training. Het bedrijf is gevestigd in Utrecht aan de Westkanaaldijk. 
De opleiding kan op twee verschillende locaties plaatsvinden.  
Het beoordelen van kandidaten gebeurt volgens een eigen methode, genaamd de COMPASS-test.